# Jerrishoe
Jerrishoe (danska: Jerrishøj) är en kommun och ort i Kreis Schleswig-Flensburg i förbundslandet Schleswig-Holstein i Tyskland.
Kommunen ingår i kommunalförbundet Amt Eggebek tillsammans med ytterligare sju kommuner.